# Нурі Мустафаєв
Мустафаєв Нурі (н. 14.02.1931) — кримськотатарський релігійний діяч.
Народився в селі Буюк-Озенбаш (нині Щасливе Бахчисарайського району АР Крим). Був депортований разом з кримськотатарським народом. Випускник Андіжанського будівельного технікуму. Від серпня 1995 — імам мечеті «Азрет Умер». Від грудня 1995 до грудня 1999 був муфтієм мусульман Криму, очолював Духовне управління мусульман Криму до виходу на пенсію.